# 117 (liczba)
117 (sto siedemnaście) – liczba naturalna następująca po 116 i poprzedzająca 118.

## W matematyce
- 117 jest liczbą Harshada[1]
- 117 jest liczbą pięciokątną[2]
- 117 jest palindromem liczbowym, czyli może być czytana w obu kierunkach, w pozycyjnym systemie liczbowym o bazie 6 (313) oraz bazie 12 (99)
- 117 należy do ośmiu trójek pitagorejskich (44, 117, 125), (45, 108, 117), (117, 156, 195), (117, 240, 267), (117, 520, 533), (117, 756, 765), (117, 2280, 2283), (117, 6844, 6845).

## W nauce
- liczba atomowa tenesu (Ts)
- galaktyka NGC 117
- planetoida (117) Lomia
- kometa krótkookresowa 117P/Helin-Roman-Alu

## W kalendarzu
117. dniem w roku jest 27 kwietnia (w latach przestępnych jest to 26 kwietnia). Zobacz też co wydarzyło się w roku 117, oraz w roku 117 p.n.e.